# Marjaliza
Marjaliza è un comune spagnolo di 278 abitanti situato nella comunità autonoma di Castiglia-La Mancia.